# Jessica Raine
Jessica Raine es una actriz inglesa.

## Biografía
Es la menor de las dos hijas de Allan Lloyd (granjero) y Sue Lloyd (enfermera). Creció en la granja de su padre en Eardisley (Herefordshire), en el Wye Valley cercano a la frontera con Gales. 
En 2010 comenzó a salir con el actor Tom Goodman-Hill, con quien se casó el 1 de septiembre de 2015. Se convirtió en madrastra de los dos hijos de su marido.

## Carrera
Quiso ser actriz desde los 13 años. Comenzó a estudiar arte dramático en la University of the West of England en Bristol, aunque su carrera actoral se vio interrumpida puesto que decidió tomar un año sabático para enseñar inglés en Tailandia. 
A su regreso, Raine comenzó a estudiar en la Royal Academy of Dramatic Art, donde se graduó en 2008. 
Durante los siguientes años, trabajó en teatro. Entre 2012 y 2014, interpretó a la enfermera Jenny Lee en la serie ¡Llama a la comadrona!.

## Trabajos

### Televisión
| Año       | Título                         | Personaje            | Notas           |
| --------- | ------------------------------ | -------------------- | --------------- |
| 2009      | Garrow's Law                   | Ann Porter           | episodio 1.2    |
| 2012-2014 | ¡Llama a la comadrona!         | Jenny Lee            |                 |
| 2013      | An Adventure in Space and Time | Verity Lambert       |                 |
| 2013      | Doctor Who                     | Emma Grayling        | episodio "Hide" |
| 2014      | Line of Duty                   | Det. Georgia Trotman | episodio 2.1    |
| 2015      | Fortitude                      | Jules Sutter         | 10 episodios    |
| 2015      | Partners in Crime              | Tuppence Beresford   | 6 episodios     |
| 2015      | Wolf Hall                      | Jane Boleyn          | 3 episodios     |
| 2016      | Jericho                        | Annie Quaintain      | 8 episodios     |
| 2018      | Patrick Melrose                | Julia                |                 |
| 2022      | The Devil's Hour               | Lucy Chambers        | 6 episodios     |

### Cine
| Año  | Título             | Personaje                     | Notas |
| ---- | ------------------ | ----------------------------- | ----- |
| 2010 | Robin Hood         | Princesa Isabel de Gloucester |       |
| 2011 | Elsewhere          | Cath                          | corto |
| 2012 | The Woman in Black | Niñera                        |       |

### Teatro
| Año  | Obra                  | Personaje     | Director (a)    | Teatro            |
| ---- | --------------------- | ------------- | --------------- | ----------------- |
|      | Earthquakes in London |               |                 | National Theatre  |
|      | Gethsemane            |               |                 | National Theatre  |
|      | Harper Regan          |               |                 | National Theatre  |
|      | Ghosts                |               |                 | Duchess Theatre   |
|      | Punk Rock             |               |                 |                   |
|      | The Changeling        |               |                 | Young Vic Theatre |
| 2011 | Rocket to the Moon    | Cleo Singer   | Angus Jackson   | National Theatre  |
| 2013 | Roots                 | Beatie Bryant | James Macdonald | National Theatre  |

## Premios y nominaciones
| Premio                   | Categoría               | Año  | Trabajo                        | Resultado |
| ------------------------ | ----------------------- | ---- | ------------------------------ | --------- |
| Critics' Choice TV Award | Mejor actriz de reparto | 2014 | An Adventure in Space and Time | Nominada  |